# Fouga Magister

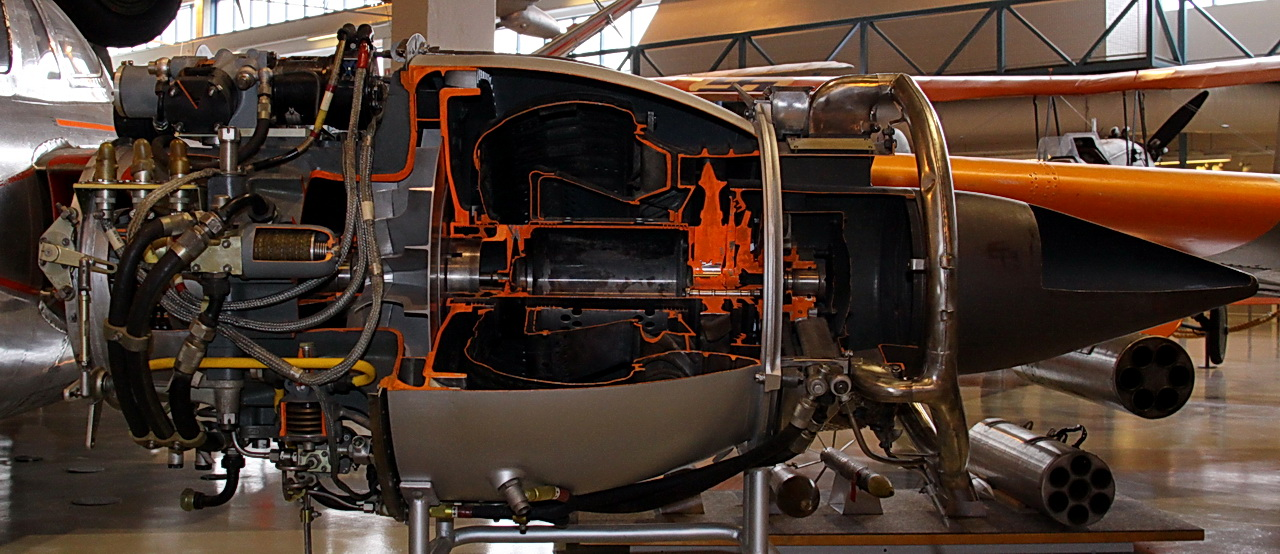
Turbomeca Marboré II F 3

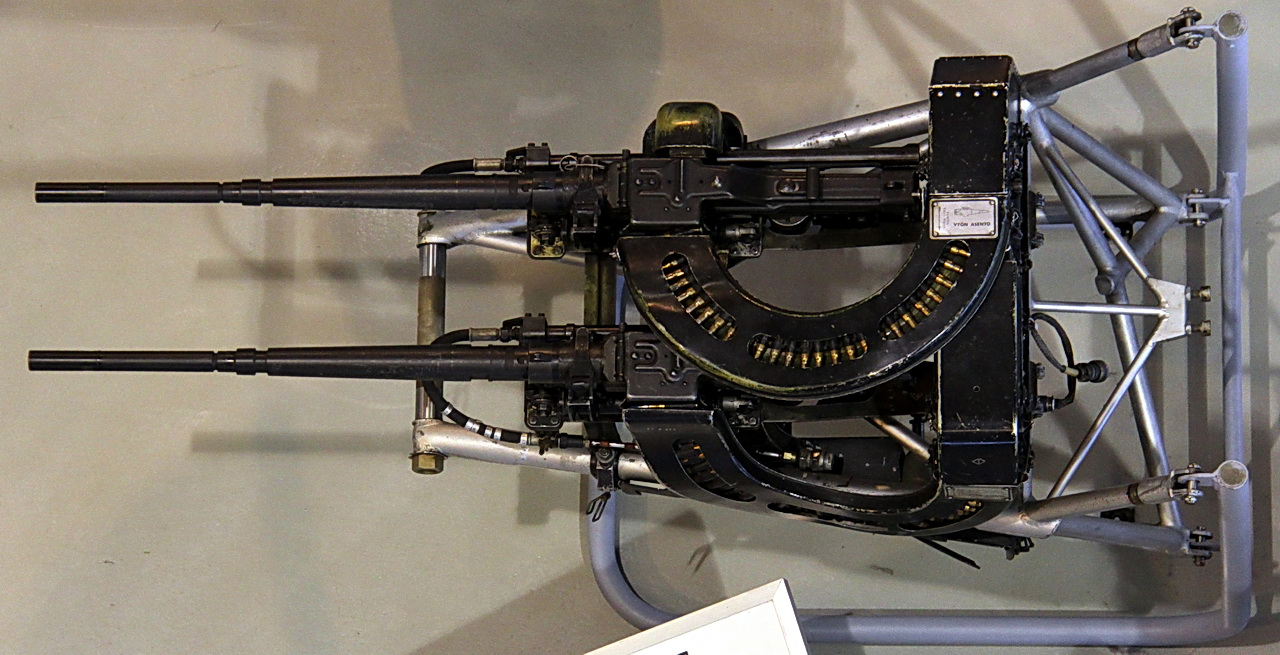
7,5 mm-machinegeweren

De Fouga CM-170 Magister is in de beginjaren 50 van de 20e eeuw ontwikkeld als een lichte tweemotorige jager/trainer voor de Franse luchtmacht (ALA) door het Franse Air Fouga (later opgegaan in Aérospatiale). Het toestel is voorzien van twee achter elkaar geplaatste zitplaatsen in een drukcockpit.
Het toestel werd gekenmerkt door een V-vormige staartsectie. Het werd mede een commercieel succes omdat het als trainer en als lichtbewapende dagjager kon worden gebruikt. De Fouga Magister is dan ook aan vele landen verkocht. Een speciaal voor de Aéronavale ontworpen versie werd de CM-175 Zéphyr die met een haak voor vliegdekoperaties werd uitgerust. Van deze versie zijn er 32 geproduceerd.
In totaal werden 929 toestellen gebouwd, waarvan 130 van het type CM-170.2.
De Fouga Magister was in dienst van de luchtmacht van Algerije, België, Brazilië, Kameroen, Finland, Frankrijk, West-Duitsland, Ierland, Cambodja, Libanon, Marokko, Rwanda, El Salvador, Togo en Oeganda. De Duitse Luftwaffe toonde belangstelling voor de Fouga Magister; er werden er 40 gekocht en nog eens 244 in licentie door Heinkel-Messerschmitt (Union-Sud) afgeleverd voor de Luftwaffe en de Marineflieger. Andere licentiebouwers waren het Finse Valmet Oy en het Israëlische IAI.
Twee luchtmacht-demonstratieteams gebruikten het toestel jarenlang, de Franse Patrouille de France en de Belgische Rode Duivels.
De CM-170 werd algemeen beschouwd als beste straaltrainer van zijn tijd, maar had een nadeel: de CM-170R.1 was uitgerust met twee Marboré II-motoren van 3,9 kN stuwkracht, te zwak t.o.v. het totaalgewicht van het toestel.
Dit was hinderlijk merkbaar bij de start en bij plotselinge vliegbewegingen. De motoren hadden bovendien de neiging tot "flame-out" bij plotselinge vliegbewegingen op grote hoogte en bij slechte weersomstandigheden. Daarom werd bij de ALA en de Luftwaffe de Marboré II vervangen door de Marboré VI-motoren die elk 4,8 kN stuwkracht konden leveren.
De Duitse Luftwaffe deed ook tests voor het inbouwen van speciale Martin-Baker GZ-4 schietstoelen in een Magister. Het toestel met constructienummer 146 werd hiervoor gebouwd door Messerschmitt, maar de proeven voldeden niet vanwege de smalle romp. Fouga Magisters waren dus niet voorzien van schietstoelen; bij noodgevallen moest het glazen cockpitdak afgeworpen worden en moesten de vliegers zelf uit het toestel springen. Het zegt genoeg over de betrouwbaarheid van het toestel dat dit nooit nodig is geweest. In 1967 voor de Zesdaagse Oorlog heeft de Israëlische luchtmacht haar Fouga Magisters van schietstoelen voorzien.

## Geschiedenis
De eerste testvluchten werden in april 1952 in Frankrijk gemaakt. Bij de École de l’Air (vliegopleiding) van de Franse luchtmacht (ALA) werden 48 toestellen operationeel tussen 1956 en 1957, en tussen 1958 en 1959 kwamen er nog eens 40 toestellen bij voor de École de Chasse (jachtopleiding). Deze toestellen waren reeds voorzien van krachtigere Marboré VI-motoren.
Begin jaren 1980 werden de toestellen van de Franse luchtmacht vervangen door de Sepecat Jaguar. Sindsdien zijn veel Magisters over de hele wereld door verzamelaars opgekocht. Anno 2007 is de Fouga Magister nog steeds operationeel is bij diverse kleine luchtmachten in Afrika; om hoeveel toestellen het gaat is niet bekend.
Bij de Europese luchtmachten diende het toestel vooral als trainer. In 1954 evalueerde de Air Training Advisory Group van de NAVO 24 vliegtuigtypes en vond de Fouga Magister het meest geschikt als trainer voor beginners en gevorderden.
In de zomer van 1960 werden Fouga Magisters ingezet door België vanaf Kamina in Katanga tijdens de Congocrisis na de onafhankelijkheid van Congo-Leopoldstad. Ook in 1964 tijdens Operaties Rode en Zwarte Draak heeft België Fouga Magisters ingezet.
De luchtmacht AVIKAT van Katanga vocht met een Fouga Magister tegen de Verenigde Naties. Belgische huurling Jan van Risseghem vloog met AVIKAT met de CM-170.
Tijdens de Zandoorlog in 1963 heeft de Koninklijke Marokkaanse luchtmacht Fouga Magisters ingezet tegen de Algerijnse luchtmacht.
De Israëlische luchtmacht heeft in 1967 Fouga Magisters ingezet tijdens de Zesdaagse Oorlog om 50 Jordaanse M46 Patton tanks te vernietigen en daarbij gingen zeven vliegtuigen verloren.
Fouga Magisters zijn in diverse landen in Afrika door de jaren heen als dagjager ingezet tegen rebellerende grondtroepen.

## Bezichtiging
In België kan men op zes plaatsen een Fouga Magister zien: 
1. Binnen in het Koninklijk Museum van het Leger en de Krijgsgeschiedenis aan het Jubelpark te Brussel staat de MT24 naast de koffiebar in de grote hall.
2. Een tweede vindt men in het Stampe en Vertongenmuseum in Deurne (MT13), vlak naast de Internationale Luchthaven Antwerpen.
3. Op deze luchthaven is ook de vliegende Fouga MT-5 gestationeerd.
4. Een vierde staat in de kleuren van het “Red-Devils” stuntteam op de rotonde op de Luikersteenweg in Sint-Truiden, ter herinnering aan de Vliegbasis Brustem waarvan ze opereerden. De oude toegangspoort van de luchtmachtbasis was vlak naast deze rotonde, waar men nu de industriezone oprijdt[1].
5. Op de rotonde langs de route de Liers in de provincie Luik staat de MT-30.
6. Een CM-175 Zéphyr -een exemplaar van de Franse marine met een landingshaak - staat gestationeerd op het vliegveld Grimbergen.

## Afbeeldingen

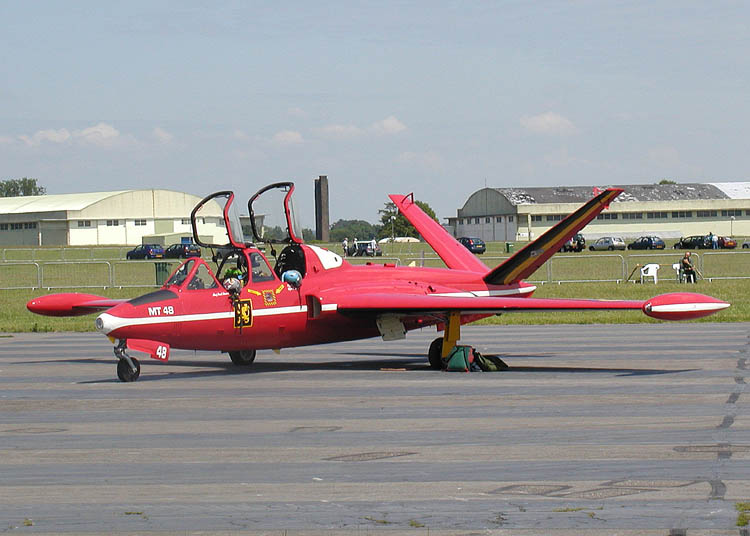
Belgische Fouga Magister
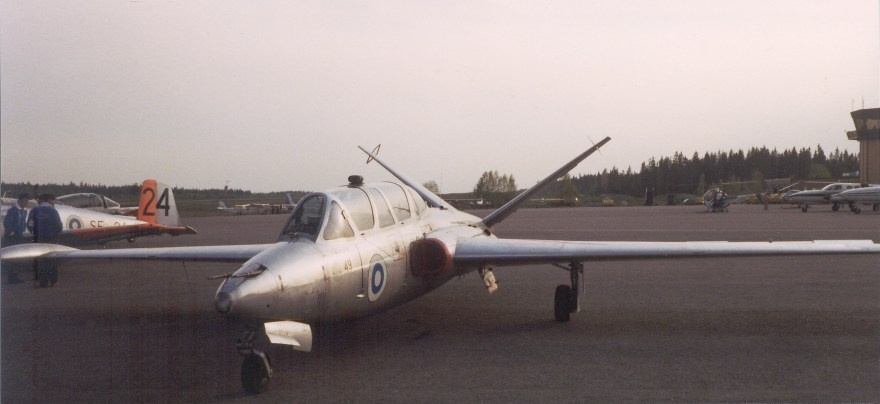
Magister Finse luchtmacht
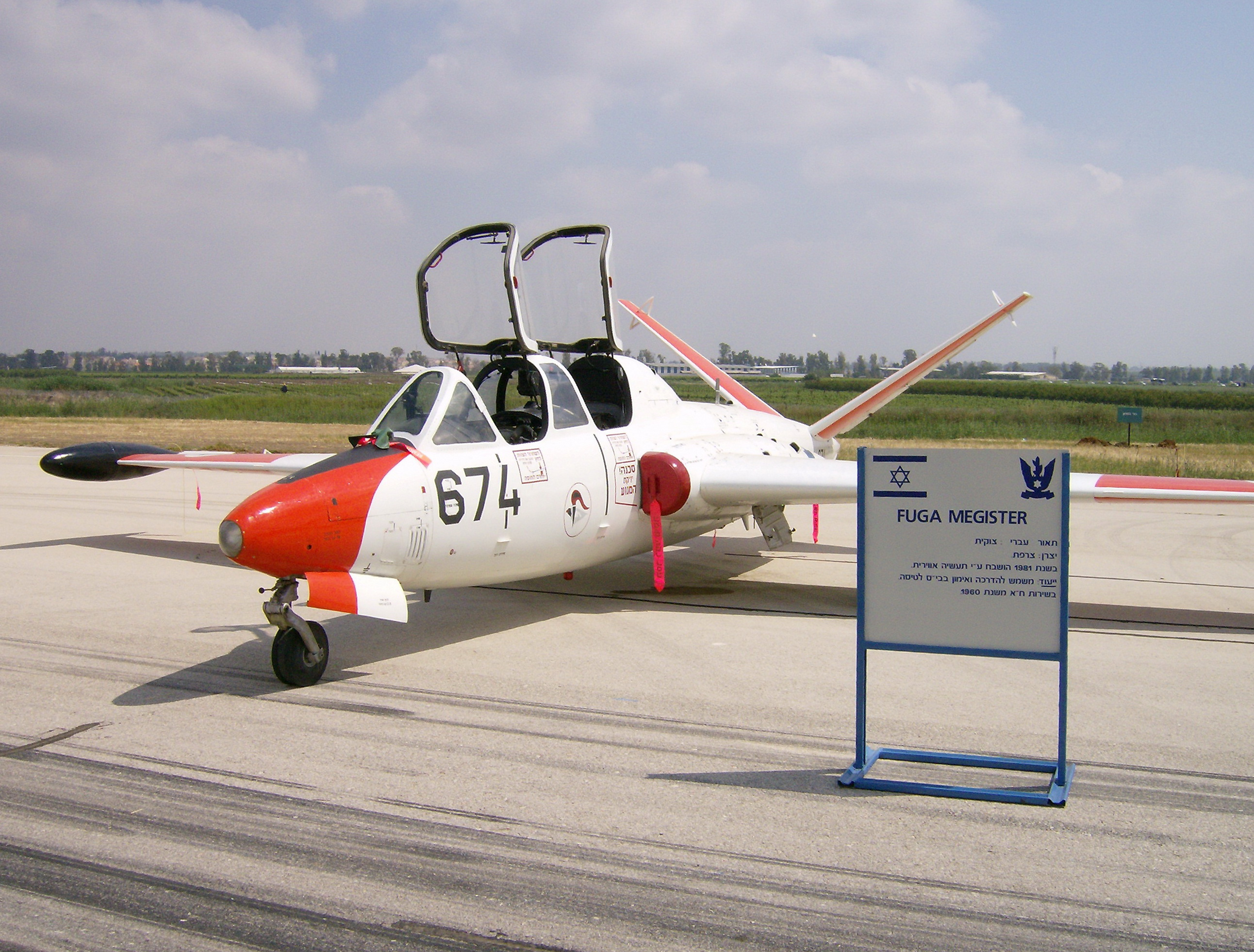
Israëlische versie
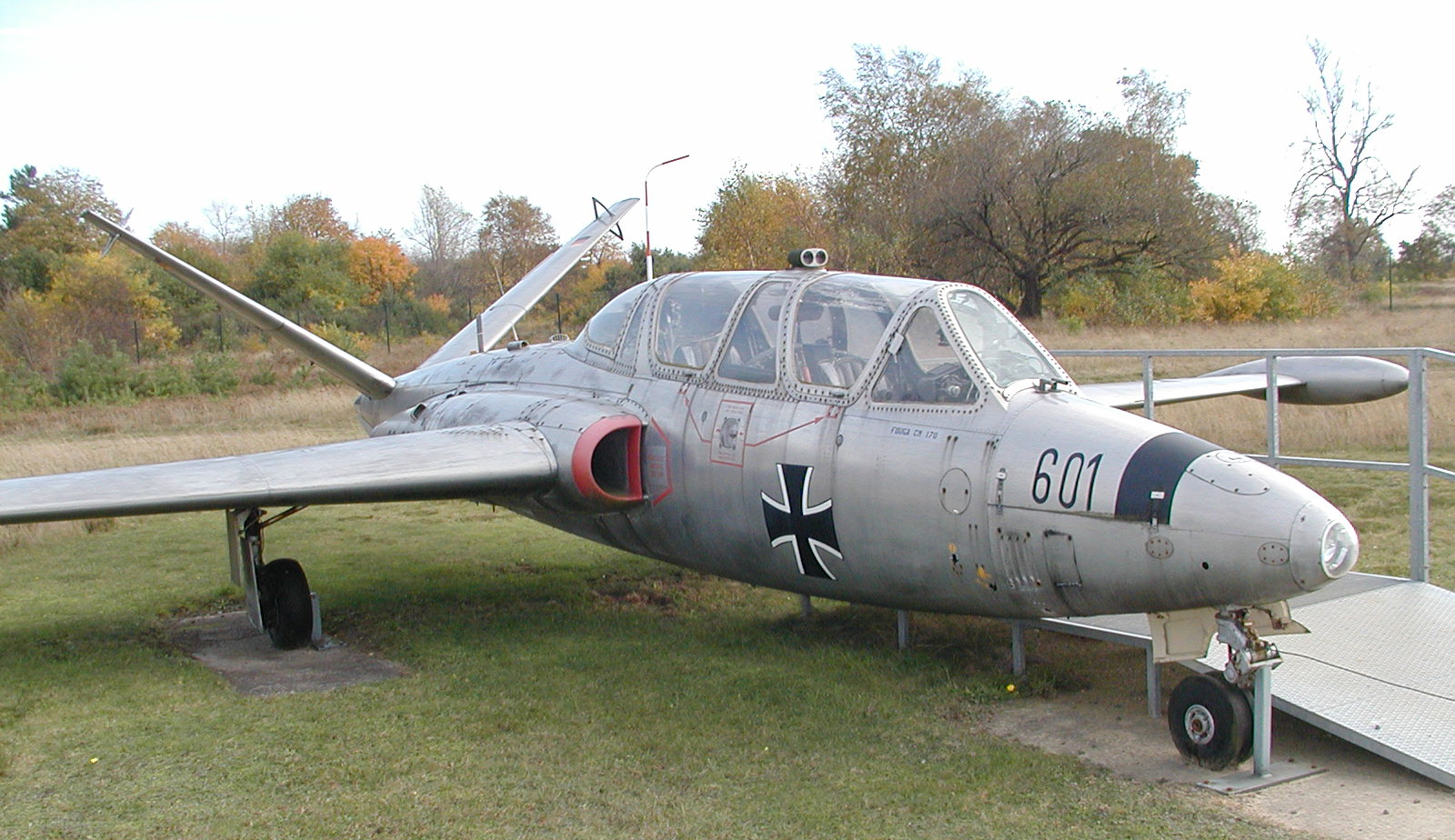
Luftwaffeversie. Let op de periscoop voor beter zicht voor de instructeur

## Voetnoten
1. ↑  Stampe en Vertongen; Fouga Magister. Gearchiveerd op 2 december 2019. Geraadpleegd op 22 november 2019.